# Lucardi
Lucardi is een retailketen met 138 filialen op het gebied van sieraden, horloges en bijoux. De juwelier is opgericht in 1986 en maakt sinds eind 2018 deel uit van Mentha Capital.
Lucardi biedt een breed assortiment en kenmerkt zicht vooral door de lage prijs en wisselende collecties. De open uitstraling en het gebruik van glazen kasten zorgt ervoor dat Lucardi zich onderscheidt van traditionelere juweliers. De juwelier is in 2014 t/m 2016 uitgeroepen tot 'Beste Winkelketen Sieraden en Bijouterie'. De afgelopen jaren en ook dit jaar weer zijn ze uitgeroepen tot ‘Beste Winkelketen en Beste Webshop in de Categorie Mode accessoires’. Lucardi heeft naast winkels ook een webshop waar de sieraden en horloges te koop zijn. Om online uit te breiden heeft de juwelier in het eind 2015 besloten om ook een Belgische en Duitse webshop te openen.
Het hoofdkantoor bevindt zich in Den Haag.

## Geschiedenis

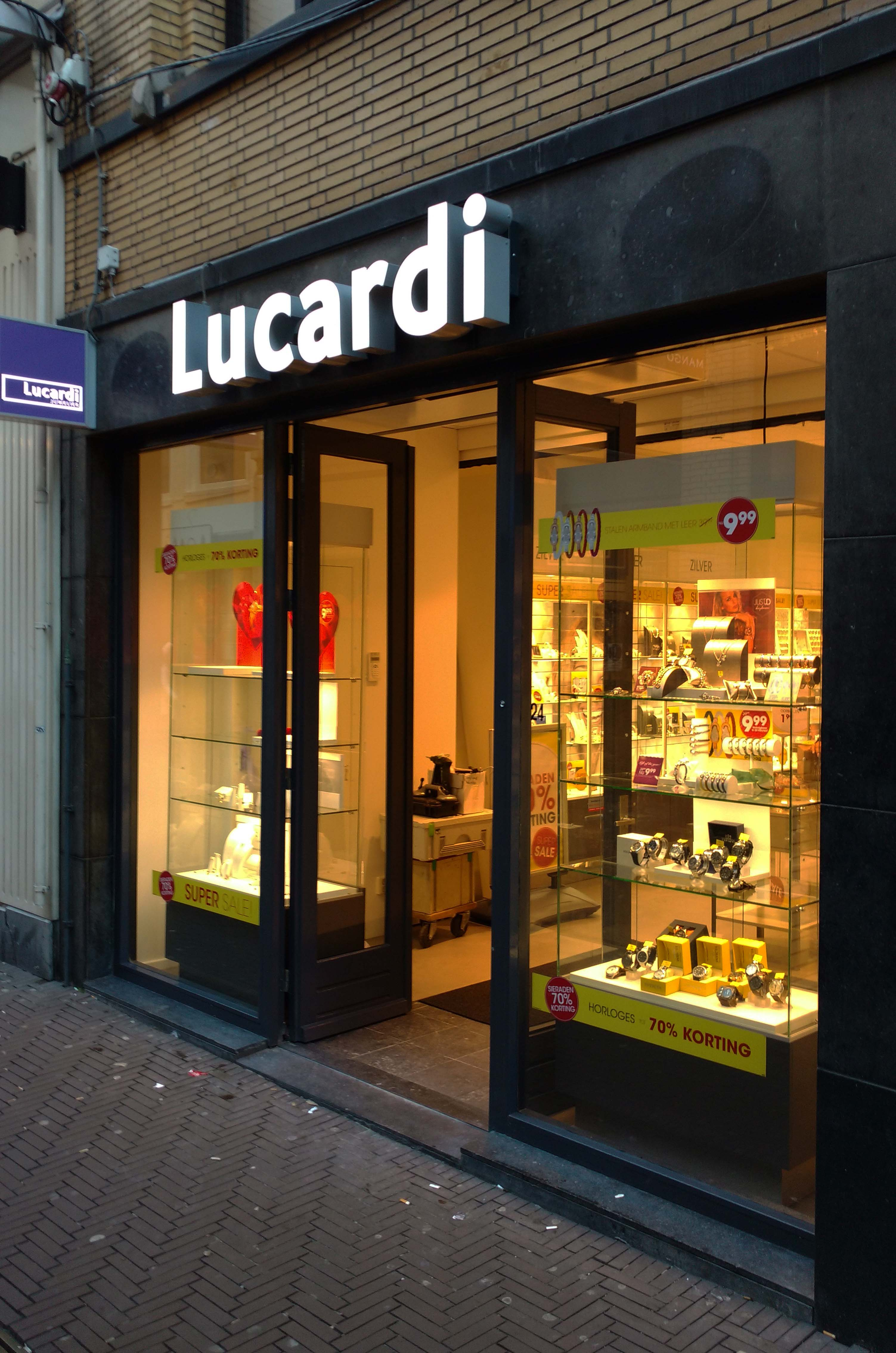
Lucardi Juwelier Den Haag

In de jaren 70-80 heeft het bedrijf ‘Vroemen-Thissen’ verschillende juweliers overgenomen. Vroemen-Thissen had drie bedrijfsonderdelen, een groothandel horloges en sieraden, een exportbedrijf en uiteindelijk 22 juwelierswinkels. In 1985 kocht Vendex Amsterdam (sinds 2006 Maxeda), de retailgroep op van Vroemen-Thissen.
Deze retailgroep werd uit elkaar gehaald. Acht juwelierswinkels kregen in die tijd de naam Luigi Lucardi. Het concept van Luigi Lucardi was een open juwelier waarbij de kleuren rood en zwart werden gebruikt, de productgroepen waren geordend naar prijs. Het concept waar in 1986 mee gestart is, is gebaseerd op een Italiaans concept. Naast deze winkels werden in 1,5 jaar tijd 20 Royal Gold winkels geopend in V&D warenhuizen.
In deze periode vielen Lucardi, Siebel, Royal Gold en Schaap & Citroen onder de noemer IMAS Groep (InkoopMaatschappij Arij Siebel). In 2002 werd de IMAS Groep verkocht aan CVC Capital die de IMAS Groep onderbracht in Retail Network. De IMAS Groep bestond toen uit 141 winkels waaronder vijf formules vielen. Ook hier heeft men een nieuwe formule op de winkels losgelaten, onder andere werd de kleur van Lucardi paars in plaats van rood en zwart.
Op 29 mei 2006 werd Lucardi overgenomen door Klockgrossisten i Norden AB. Het hoofdkantoor van dit concern is tot op heden gevestigd in Stockholm, Zweden. Op het moment van overname bestond Lucardi uit 79 filialen. Dit aantal is inmiddels uitgegroeid tot ruim 100 filialen, verspreid over heel Nederland. Ook heeft Lucardi sinds 2006 een webshop waar de producten online worden verkocht.
In 2018 verwerft Mentha Capital een meerderheidsbelang in Lucardi.